# Takajuki Suzuki
Takajuki Suzuki (* 5. června 1976) je bývalý japonský fotbalista.

## Reprezentační kariéra
Takajuki Suzuki odehrál 55 reprezentačních utkání. S japonskou reprezentací se zúčastnil Mistrovství světa 2002.

## Statistiky
| Japonsko | Japonsko | Japonsko |
| Roky     | Záp.     | Góly     |
| -------- | -------- | -------- |
| 2001     | 10       | 3        |
| 2002     | 13       | 1        |
| 2003     | 4        | 0        |
| 2004     | 18       | 6        |
| 2005     | 10       | 1        |
| Celkem   | 55       | 11       |